# Carica

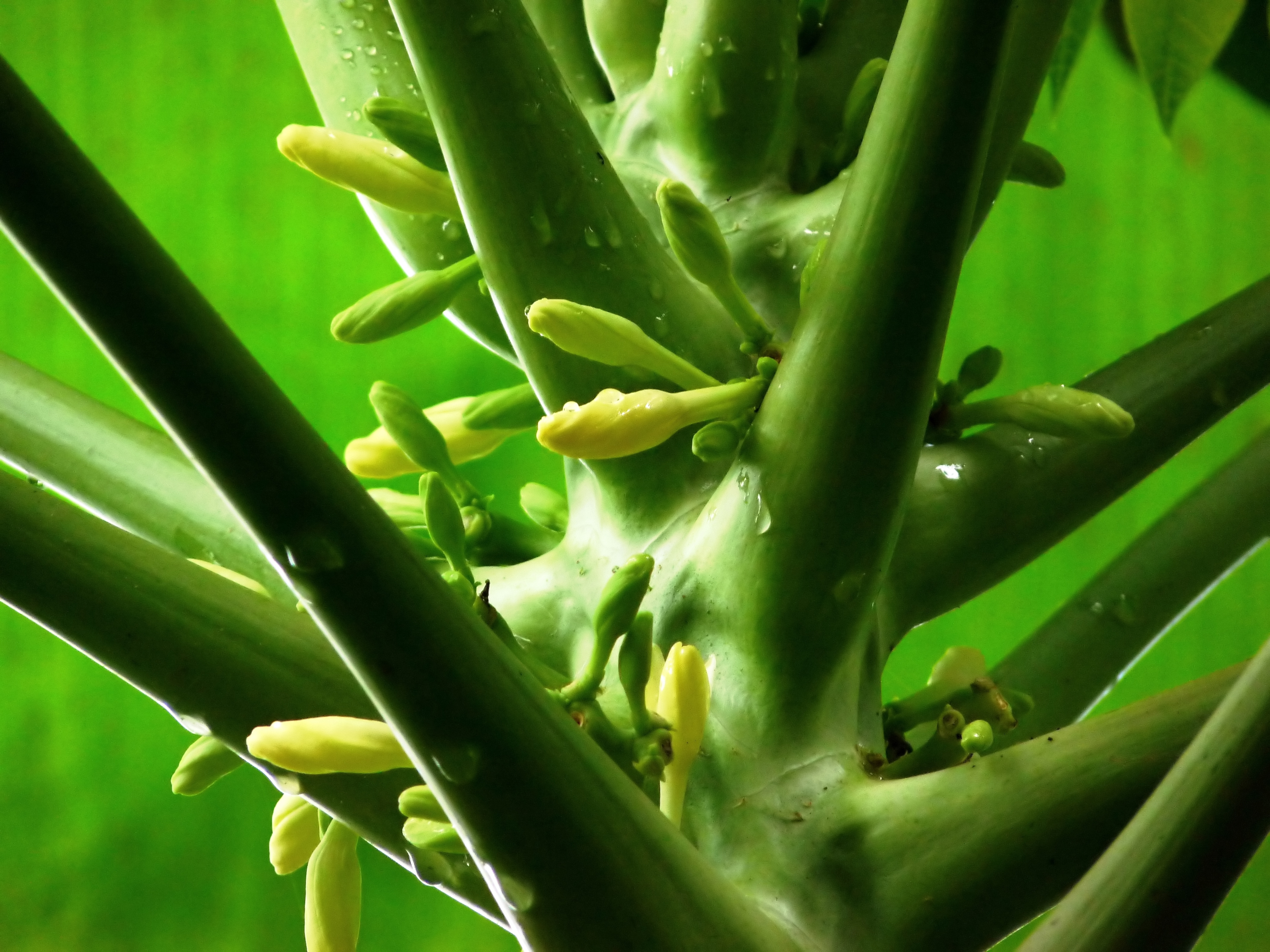
Botões florais de C. papaya

Carica é um género de plantas com flor da família Caricaceae, presentemente considerado monotípico, que tem como única espécie C. papaya (sin.: C. peltata, C. posoposa), uma fruteira nativa da região neotropical correntemente comercialmente cultivada na maioria das regiões tropicais e subtropicais de todo o mundo pelo seu fruto, a papaia ou mamão.

## Descrição
O nome genérico é uma alusão à antiga província da Cária, na Ásia Menor, devido a um erro de Lineu que identificou mal a região de onde a planta era originária.
O género inclui durante muitas décadas 20-25 espécies de pequenas árvores ou arbustos, perenes e de vida curta, na maioria paquicaules, com 5–10 m de altura, nativos das regiões tropicais da América Central e da América do Sul, mas recentes estudos genéticos concluíram pela sua parafilia, de que resultou que todas as espécies, com excepção de Carica papaya fossem reclassificadas em três outros géneros.

## Espécies
Na sua presente circunscrição taxonómica o género Carica é monotípico, integrando apenas a espécie Carica papaya, a planta que produz o fruto comercializado com o nome de papaia ou mamão.

### Espécies anteriormente no género
A maioria das espécies que anteriormente estavam incluídas no género Carica foram transferidas para o género Vasconcellea, com apenas algumas espécies a transitarem para os géneros Jacaratia e Jarilla. A sinonímia resultante é a seguinte:
- Carica baccata = Vasconcellea microcarpa subsp. baccata
- Carica candamarcensis = Vasconcellea cundinamarcensis[3]
- Carica candicans = Vasconcellea candicans
- Carica caudata = Jarilla heterophylla
- Carica cauliflora = Vasconcellea cauliflora
- Carica cestriflora = Vasconcellea cundinamarcensis
- Carica chilensis = Vasconcellea chilensis
- Carica crassipetala = Vasconcellea crassipetala
- Carica cundinamarcensis = Vasconcellea cundinamarcensis
- Carica dodecaphylla = Jacaratia spinosa
- Carica glandulosa = Vasconcellea glandulosa
- Carica goudotiana = Vasconcellea goudotiana
- Carica heterophylla = Vasconcellea microcarpa subsp. heterophylla
- Carica horovitziana = Vasconcellea horovitziana
- Carica longiflora = Vasconcellea longiflora
- Carica mexicana = Jacaratia mexicana
- Carica microcarpa = Vasconcellea microcarpa
- Carica monoica = Vasconcellea monoica
- Carica nana = Jarilla nana
- Carica omnilingua = Vasconcellea omnilingua
- Carica palandensis = Vasconcellea palandensis
- Carica parviflora = Vasconcellea parviflora
- Carica pentagona = Vasconcellea ×heilbornii (babaco)
- Carica pubescens = Vasconcellea pubescens
- Carica pulchra = Vasconcellea pulchra
- Carica quercifolia = Vasconcellea quercifolia
- Carica sphaerocarpa = Vasconcellea sphaerocarpa
- Carica spinosa = Jacaratia spinosa
- Carica sprucei = Vasconcellea sprucei
- Carica stipulata = Vasconcellea stipulata
- Carica weberbaueri = Vasconcellea weberbaueri

## Classificação lineana do género
| Sistema | Classificação                   | Referência               |
| ------- | ------------------------------- | ------------------------ |
| Linné   | Classe Dioecia, ordem Decandria | Species plantarum (1753) |